# Цувано (замок)
Замок Цувано (яп. 津和野城, つわのじょう, [tsuwano dʑoː]) — горный замок XIII — XIX веков в Японии. Располагался на вершине Рэйки, высотой 367 м, на западном берегу реки Цувано в городе Цувано префектуры Симанэ. Построен в 1295 г. самураем Ёсими Ёриюки, обладателем западной части провинции Ивами. В течение 13 поколений был резиденцией рода Ёсими, вассала могущественных соседей Оути и Мори. В 1600 г. после битвы при Сэкигахаре, перешел к полководцу Сакадзаки Наомори, который втрое увеличил территорию замка. В 1616 году в связи со смертью Сакасаки, замок стал собственностью рода Камэй. В течение 1617—1869 годов был столицей автономного удела Цувано. Состоял из трёх дворов. У подножия замка располагались здания администрации удела. Главная башня сгорела в 18 веке. Ликвидирован в 1871 г. после реставрации Мэйдзи. Сохранились дворы, стены и рвы замка. Национальный памятник истории Японии.